# Caffè Tettamanzi
Il Caffè Tettamanzi conosciuto anche come Bar Majore, è un locale storico di Nuoro fondato nel 1875 e situato al corso Giuseppe Garibaldi 71.

## Storia
Il caffè fu fondato nel 1875 dall'ebanista piemontese Antonio Tettamanzi, venuto a Nuoro per lavorare al coro ligneo dell'erigenda cattedrale. All'interno il soffitto è impreziosito dagli stucchi originali opera del Tettamanzi; le pareti del locale conservano ancora alcuni specchi d'epoca. Un tempo vi si trovava anche un grande biliardo, il primo della città, costruito dallo stesso proprietario.
Il locale, che intorno al 1900 era frequentato quotidianamente da Sebastiano Satta e dagli altri intellettuali dell'Atene Sarda, ricorda quello descritto da Salvatore Satta nel suo romanzo Il giorno del giudizio: «...Tettamanzi, altro continentale, ma di cui non si serbava ricordo che nel nome del caffè, al piano terreno. Era un caffè grazioso, con piccole salette orlate di divani rossi, come, salvando il rispetto, i caffè di Venezia» e da Grazia Deledda in Cosima: «… lungo la Via Majore c’è il caffè con le porte vetrate e, dentro, gli specchi e i divani, altra meraviglia di Cosima».
Il caffè Tettamanzi si trova al piano terra di un grande edificio che si affaccia sul corso Garibaldi, nel centro di Nuoro, e da sempre costituisce un luogo di ritrovo di nuoresi e di viaggiatori come Antonio Nani, uno scrittore di passaggio nell'estate del 1892, che ne parlò meravigliato nel suo diario di viaggio Nella Sardegna Settentrionale. In epoca moderna ospita anche mostre artistiche e fotografiche.

### Riconoscimento come "Bene di interesse culturale"
Nel 2017, col decreto n. 119 del 12/10/2017, la Commissione regionale del MiBACT ha riconosciuto l'esercizio denominato "Antico Caffè Tettamanzi" come bene di interesse culturale storico artistico. Fa anche parte dei locali storici d'Italia.

## Persone Chiave
- Antonio Tettamanzi (Fondatore),
- Grazia Deledda (Cliente Abituale negli anni 1880 - 1899),
- Sebastiano Satta (Cliente Abituale negli anni 1880 -1910)
- Salvatore Satta Quest'ultimo nominò svariate volte nel suo libro più famoso, Il giorno del giudizio, il Caffè Tettamanzi, come anche Sebastiano Satta o Grazia Deledda nelle loro opere.

## Fondatore
Antonio Tettamanzi, ebanista piemontese, venuto a Nuoro per lavorare al coro ligneo dell'erigenda cattedrale.